# Pikounda
Pikounda est une localité du nord-ouest de la République du Congo, située dans la région de la Sangha, et chef-lieu du district du même nom. Elle se trouve dans le sud de la région, sur les bords de la Sangha, à environ 140 kilomètres en aval de Ouesso.